# Металайн
Металайн (на английски: Metaline) е град в окръг Панд Орей, щата Вашингтон, САЩ. Металайн е с население от 162 жители (2000) и обща площ от 0,8 km². Намира се на 616 m надморска височина. ЗИП кодът му е 99152, а телефонният му код е 509.